# Kallax Svarten
Kallax Svarten  is een Zweeds eiland behorend tot de Lule-archipel. Het is gelegen 100 meter ten zuidoosten van Kallaxön. Het eiland heeft geen oeververbinding en is onbebouwd.